# Marian Suskiewicz
Marian Suskiewicz (ur. 2 grudnia 1907 w Opocznie, zm. 28 lipca 1943 w Białaczowie) – żołnierz NSZ.

## Życiorys
W okresie międzywojennym był aktywnym działaczem Stronnictwa Narodowego oraz Obozu Wielkiej Polski na terenie powiatu opoczyńskiego. Po wybuchu II wojny światowej dowodził rejonem NOW w Drzewicy. W lutym 1940 r. objął funkcję Komendanta Powiatowego Narodowej Organizacji Wojskowej w powiecie opoczyńskim. W latach 1940–1942 był zaangażowany w rozszerzanie szeregów organizacyjnych NOW w poszczególnych gminach i rejonach powiatu. Po utworzeniu Narodowych Sił Zbrojnych (wrzesień 1942 r.), Marian Suskiewicz został pierwszym komendantem NSZ w powiecie opoczyńskim. To właśnie dzięki jego pracy NOW, a później NSZ, stały się jedną z najsilniejszych i najbardziej zakonspirowanych podziemnych organizacji zbrojnych w opoczyńskiem.

## OP NSZ „Burza”/„Sosna”
Marian Suskiewicz jako pierwszy komendant Narodowych Sił Zbrojnych w powiecie opoczyńskim był także faktycznym twórcą Oddziału Partyzanckiego NSZ „Burza”/„Sosna”. Oddział został sformowany w już lutym 1943 r., tuż po brutalnym mordzie w Drzewicy dokonanym przez oddział Gwardii Ludowej „Lwy”, w którym Suskiewicz stracił trzech braci. Głównym celem oddziału było przeprowadzanie akcji samoobronnych i odwetowych w związku z przestępczą działalnością oddziału GL „Lwy” i pospolitych band rabunkowych. Oddział pierwotnie nosił nazwę „Burza” od pseudonimu jego dowódcy Józefa Woźniaka. Na „Sosnę” przemianowano go po śmierci Mariana Suskiewicza.

## Śmierć
Ppor. Marian Suskiewicz poległ w walce z żandarmerią niemiecką w Białaczowie 28 lipca 1943 r. Miał 36 lat.

## Miejsce spoczynku

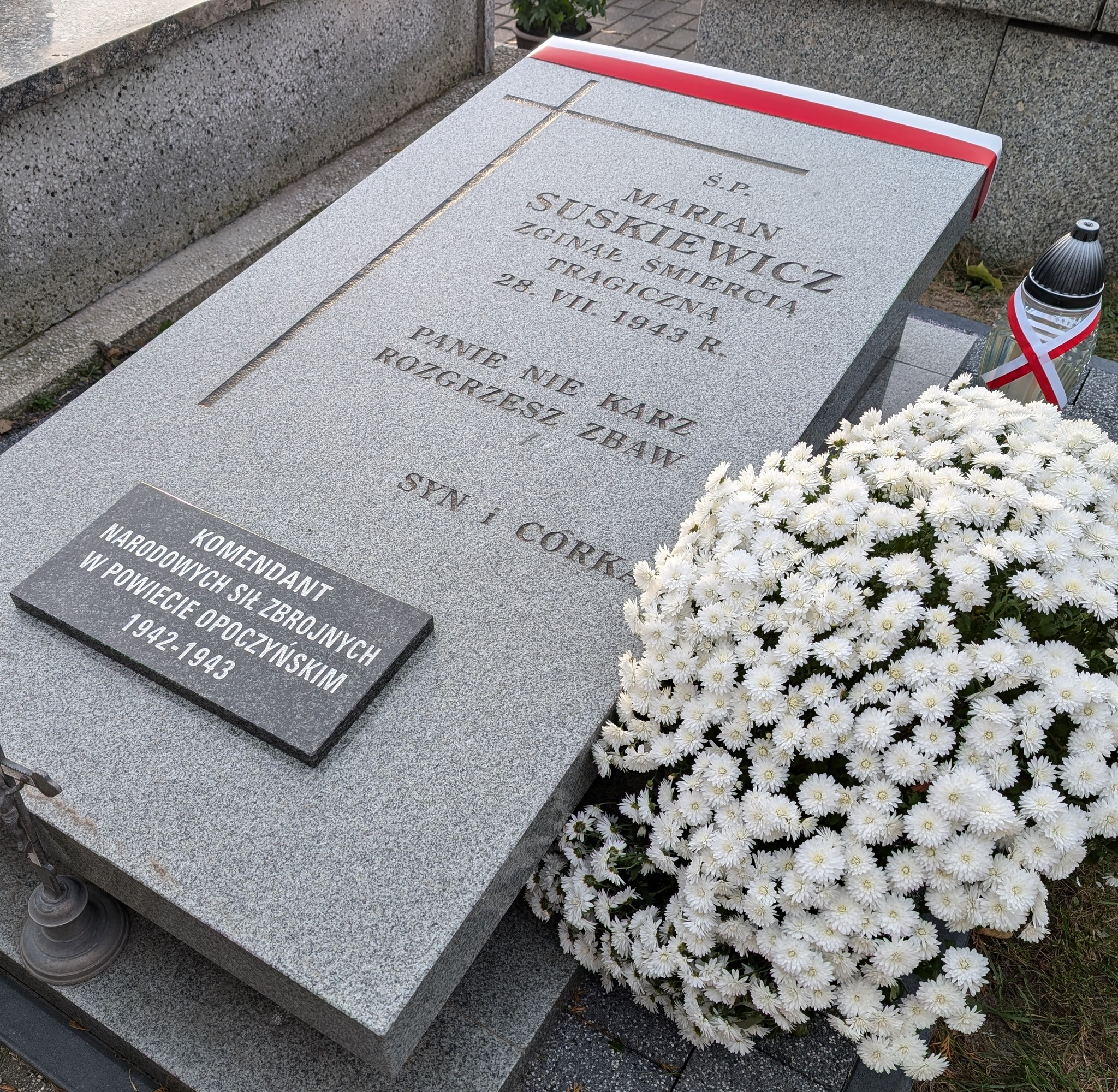
Grób ppor. Mariana Suskiewicza na "Cmentarzu Cholerycznym" w Opocznie, 2024 rok.

Marian Suskiewicz został pochowany na Cmentarzu Cholerycznym w Opocznie przy ulicy Granicznej.

## Upamiętnienie

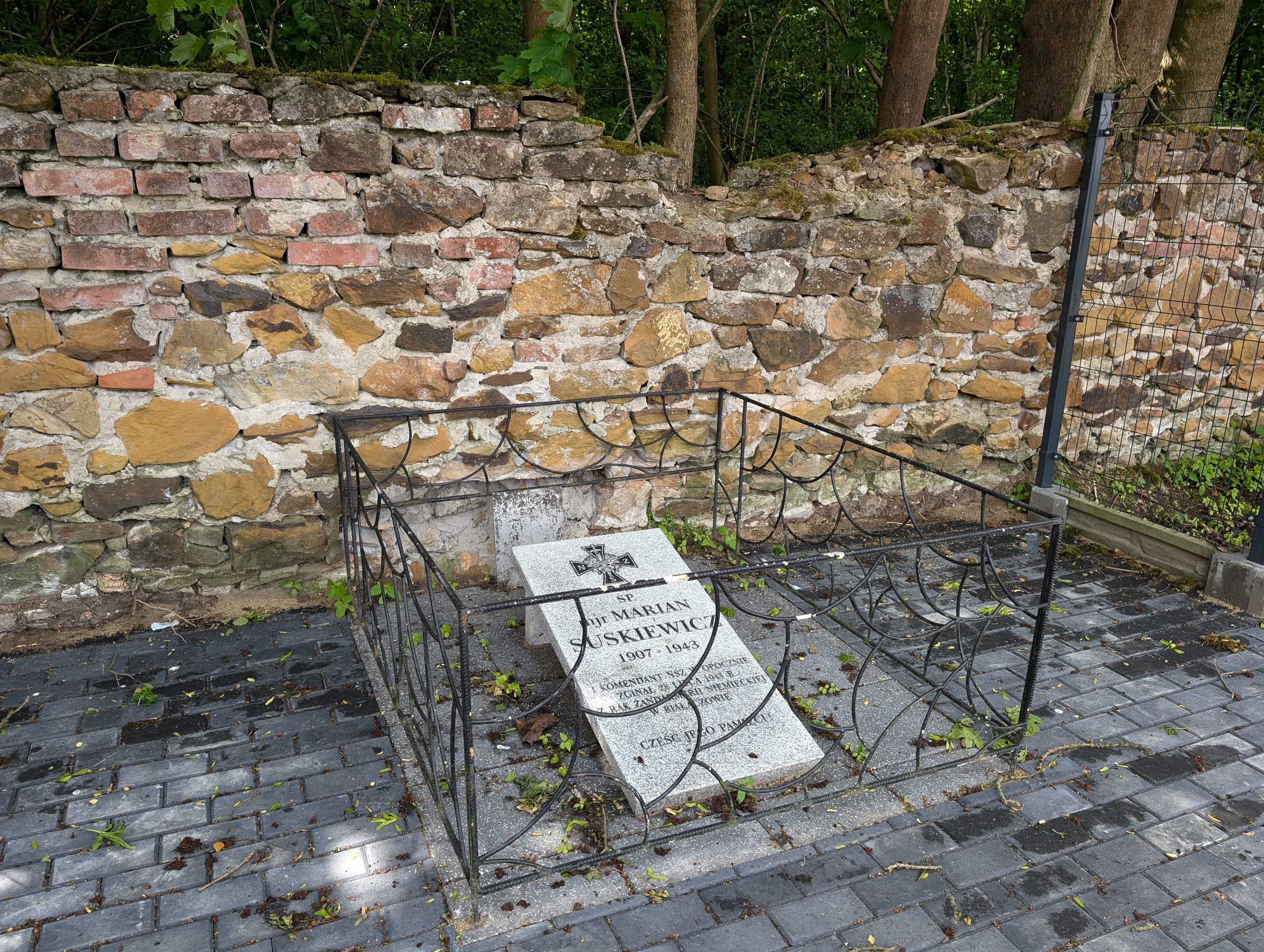
Miejsce śmierci ppor. Mariana Suskiewicza, Białaczów 2025 rok.

Miejsce śmierci Mariana Suskiewicza w Białaczowie zostało upamiętnione po raz pierwszy jeszcze w okresie PRL. Przy murze okalającym pałacowy park umieszczona została metalowa tabliczka z napisem: 

Miejsce w którym zginął M. Suskiewicz, partyzant AK z rąk hitlerowców, cześć jego pamięci!

 Obecnie miejsce to jest odnowione i zadbane przez mieszkańców Białaczowa.